# Lula (Nuoro)
Lula (en sard, Lùvula) és un municipi italià, dins de la província de Nuoro. L'any 2007 tenia 1.647 habitants. Es troba a la regió de Barbagia di Nuoro Limita amb els municipis de Bitti, Dorgali, Galtellì, Irgoli, Loculi, Lodè, Onani, Orune i Siniscola.

## Administració
| Període | Identitat    | Partit        |
| ------- | ------------ | ------------- |
| 2005-   | Gavino Porcu | Llista Cívica |